# Farinelli (film)
Farinelli je italsko-belgicko-francouzský hraný film z roku 1994, který režíroval Gérard Corbiau podle vlastního scénáře. Snímek měl světovou premiéru dne 7. prosince 1994.

## Děj
Riccardo Broschi se rozhodne vykastrovat svého mladšího bratra Carla, aby zachoval jeho čistý hlas, bez kterého by Riccardova hudba nestála za nic. Jednoho dne přijde mladá žena Alexandra požádat oba bratry o uvedení představení pro krachující londýnskou divadelní společnost Opera of the Nobility, kterou vede Nicola Porpora, bývalý mistr obou bratrů. Oba přijímají a tím začíná souboj mezi Broschovými, kteří chtějí zachránit Operu, a divadlem Covent Garden pod vedením slavného skladatele Händela.

## Obsazení
| Stefano Dionisi                  | Carlo Broschi, alias Farinelli |
| Enrico Lo Verso                  | Riccardo Broschi               |
| Elsa Zylberstein                 | Alexandra                      |
| Jeroen Krabbé                    | Georg Friedrich Händel         |
| Caroline Cellier                 | Margareth Hunter               |
| Renaud du Peloux de Saint-Romain | Benedict, syn Margareth        |
| Omero Antonutti                  | Nicola Porpora                 |
| Marianne Basler                  | komtesa Mauer                  |
| Pier Paolo Capponi               | Broschi, otec Carla a Riccarda |
| Graham Valentine                 | Frederik Ludvík Hannoverský    |
| Jacques Boudet                   | Filip V.                       |

## Ocenění
- César: nejlepší zvuk (Jean-Paul Mugel a Dominique Hennequin), nejlepší výprava (Gianni Quaranta)
- David di Donatello: nejlepší kostýmy (Olga Berluti), nominace v kategorii nejlepší výprava (Gianni Quaranta)
- Zlatý glóbus: nejlepší zahraniční film
- Oscar: nominace na nejlepší cizojazyčný film